# Ulica PCK w Katowicach
Ulica PCK w Katowicach – ulica w Katowicach położona na terenie dzielnicy Śródmieście, w jej południowej części. 
Ma ona długość 295 m i charakteryzuje się zabudową składającą się głównie z kamienic z lat 30. XX wieku, z których dwie są częścią Szlaku Moderny – dom Wędlikowskich (nr 10) i dom W. Żytomirskiego (nr 6). Nazwa ulicy pochodzi od Polskiego Czerwonego Krzyża, a swoją siedzibę ma przy niej Śląski Oddział Okręgowy tej organizacji (ul. PCK 8).

## Przebieg
Ulica PCK na całej swojej długości przebiega przez teren katowickiej dzielnicy Śródmieście.
Numeracja budynków wzdłuż drogi rozpoczyna się od strony wschodniej, od skrzyżowania z ulicą T. Kościuszki, z którą ulica PCK się krzyżuje po lewej i prawej stronie oraz z ulicą Powstańców na wprost. Ruch na nim sterowany jest sygnalizacją świetlną. Ulica PCK biegnie na całej swojej długości prostolinijnie w kierunku zachodnim. Kończy ona swój bieg a skrzyżowaniu z ulicą J. Kilińskiego po lewej i prawej stronie. Od lewej strony krzyżuje się kolejno z ulicami M. Skłodowskiej-Curie oraz gen. J. Zajączka, natomiast po prawej stronie z ulicami M. Drzymały i M. Skłodowskiej-Curie.

## Charakterystyka

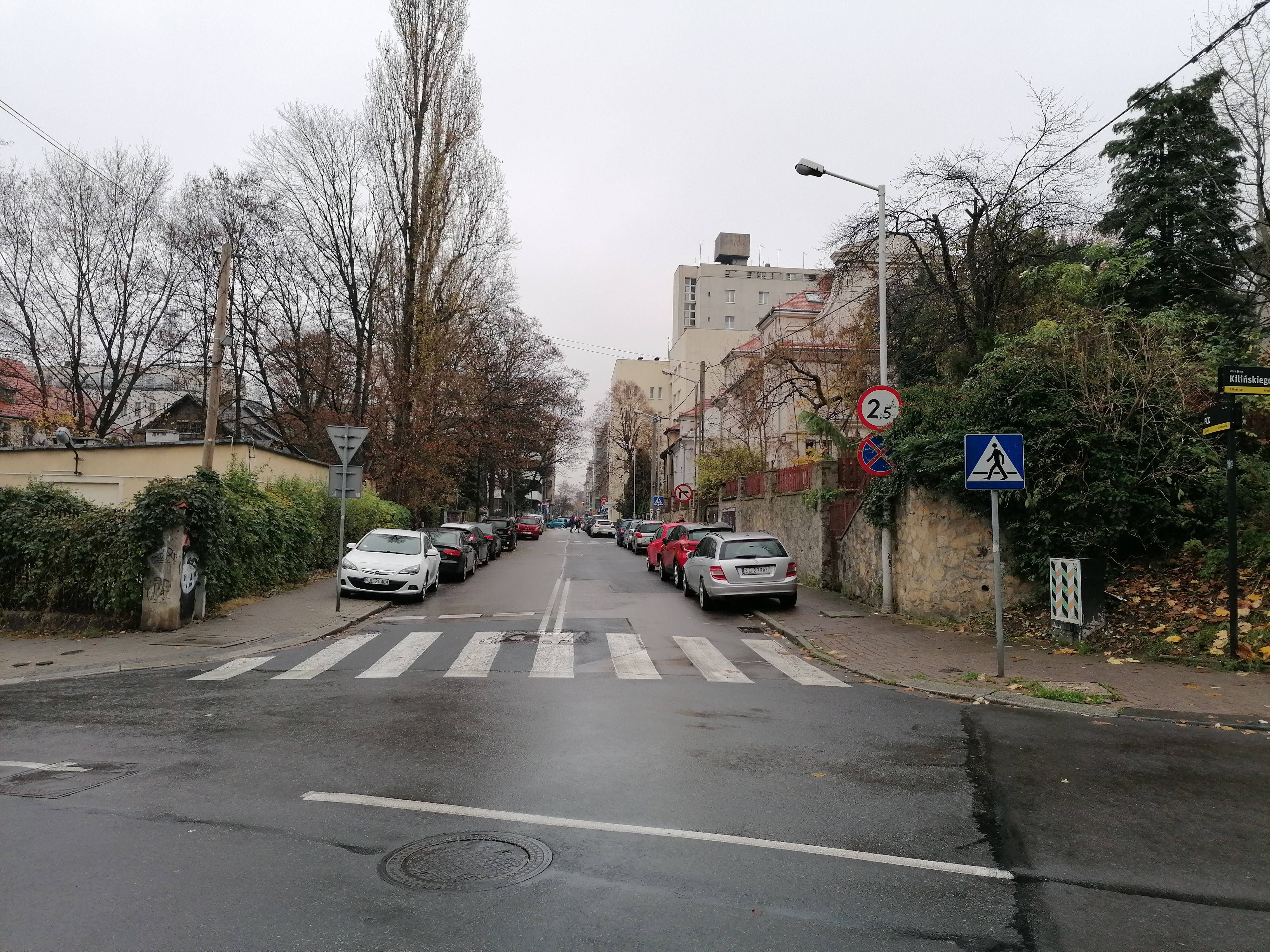
Ulica PCK widziana od strony ulicy J. Kilińskiego w 2022 roku

Ulica PCK to droga gminna nr 100291S o klasie drogi lokalnej (L). Długość ulicy wynosi 295 m, a szerokość jezdni, która ma nawierzchnię bitumiczną, wynosi 7,1 m. Kod pocztowy dla wszystkich adresów wzdłuż niej to 40-057. Jest ona w administracji Miejskiego Zarządu Ulic i Mostów w Katowicach.
Na skrzyżowaniu ulicy PCK z ulicami T. Kościuszki i Powstańców znajduje się pięciowlotowa (w tym dwa wloty tramwajowe) sygnalizacja świetlna akomodacyjna.
Ulicą nie kursują pojazdy transportu zbiorowego – najbliższym przystankiem ZTM jest położony przy ulicy T. Kościuszki dwustanowiskowy przystanek tramwajowy Katowice Jordana. Cały obszar ulicy PCK znajduje się w Strefie B Obszaru Płatnego Parkowania.
Ulica PCK znajduje się w południowej części Śródmieścia, w rejonie o wysokiej intensywności zabudowy (wskaźnik intensywności zabudowy netto przekracza tutaj wartość 3,0). Zabudowa ulicy, w głównej mierze w formie funkcjonalistycznych kamienic i willi, wraz z rejonem ulic m.in. H. Jordana, J. Rymera, H. Dąbrowskiego, Żwirki i Wigury czy M. Kopernika stanowi jedną z wizytówek miasta Katowice, z czego kamienice przy ulicy PCK 6 i 10 znajdują się na Szlaku Moderny. Droga stanowi część układu urbanistycznego wpisanego do rejestru zabytków nieruchomych pod numerem A/370/12.

## Historia

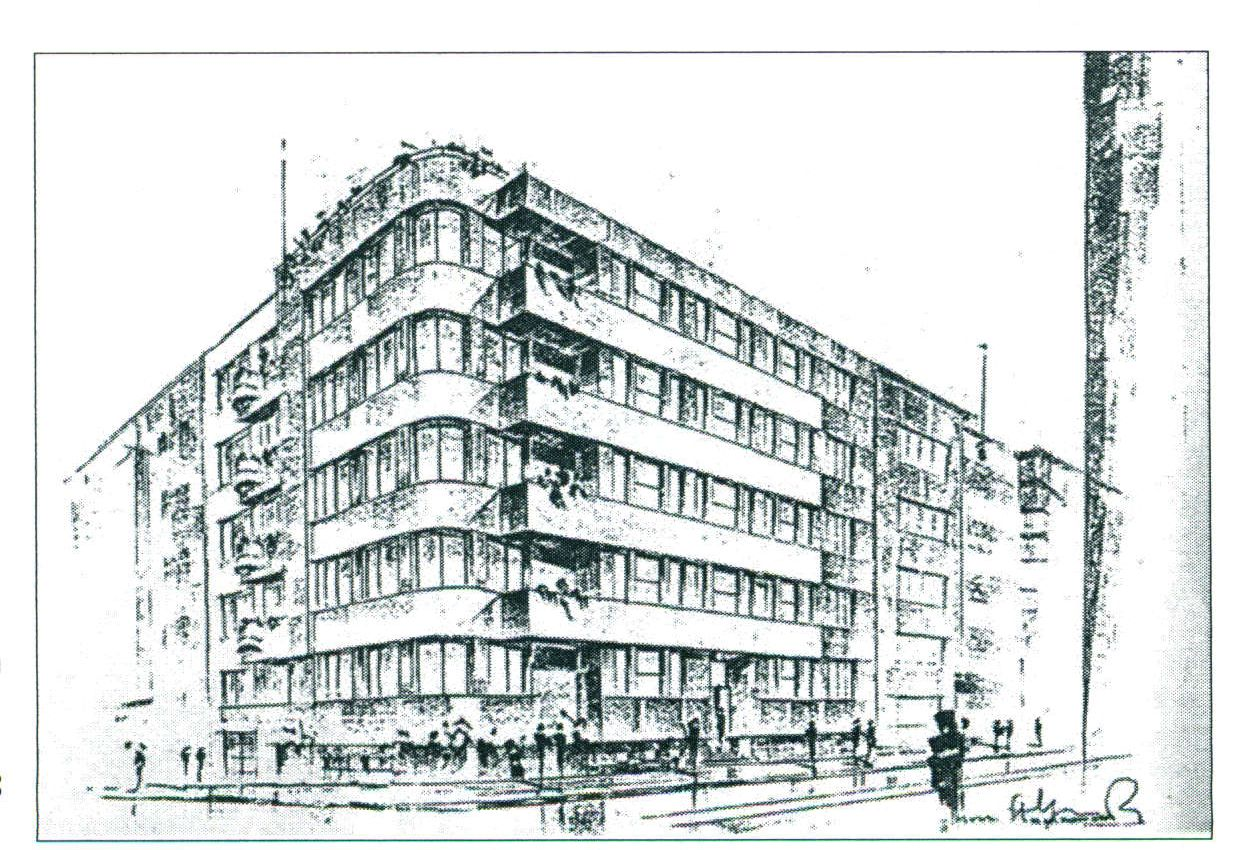
Projekt z 1937 roku domu Wędlikowskich autorstwa S. Gruszki

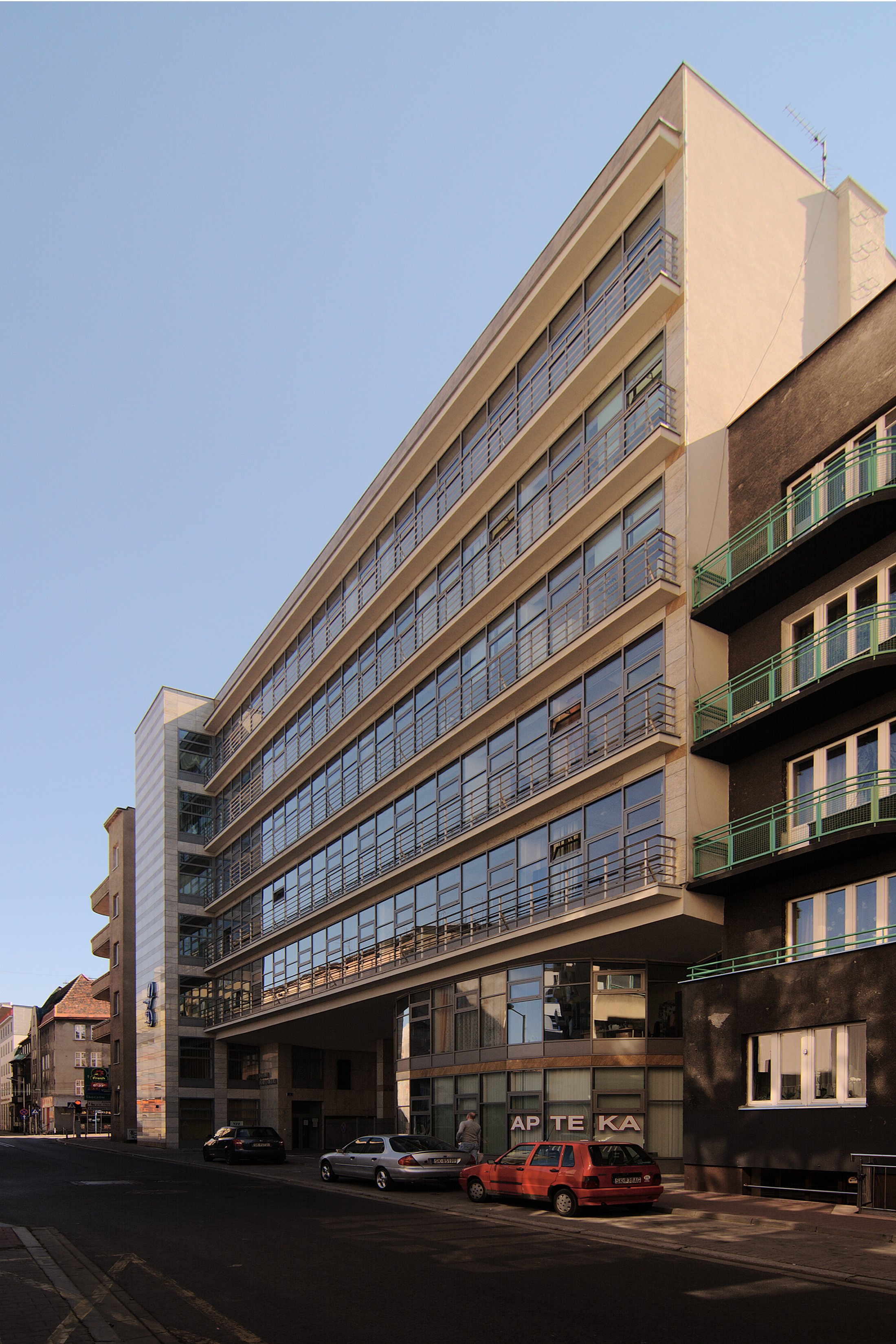
Dom Zdrowia Budowlanych (ul. PCK 1) z lat 60. XX wieku

Początki drogi w ciągu późniejszej ulicy PCK sięgają końca XIX wieku. Drogi nie ma jeszcze na mapie z 1883 roku – w jej rejonie została zaznaczona jedynie późniejsza ulica T. Kościuszki, natomiast na planie sytuacyjnym z 1885 roku został już naniesiony fragment przebiegu projektowanej wówczas późniejszej ulicy PCK. Około 1893 roku został wzniesiony pierwszy budynek przy późniejszej ulicy PCK – kamienica pod numerem 2. Na planie budowlanym z 1904 roku naniesiono skorygowane linie regulacyjne późniejszych ulic M. Skłodowskiej-Curie, M. Drzymały, H. Jordana, PCK i J. Rymera. Ulica nosiła nazwę Kirchstrasse, gdyż prowadziła do konsekrowanego w 1902 roku kościoła Świętych Apostołów Piotra i Pawła (w latach 1922–1925 katowickiej prokatedry). W 1922 roku Katowice zostały przyłączone do państwa polskiego, a nazwę drogi zmieniono na ulicę Kościelną.
Rozwój miasta koncentrował się w późniejszych latach w kierunku południowym. Pierwsze plany nowej urbanistyki Katowic opracowano w latach 1924 i 1930. Po okresie kryzysu gospodarczego lat 1929–1934 ruch budowlany w Katowicach zaczął się intensywnie rozwijać, a w architekturze zaczynał dominować funkcjonalizm z rozwiązaniami mniej surowymi. Rok później został rozpisany konkurs na urbanistyczną regulację i przebudowę Katowic, w wyniku którego do realizacji przyjęto projekt Władysława Czarneckiego i Mariana Spychalskiego. Zakładał on zagęszczenie zabudowy i promowanie budownictwa wysokiego.
W późnych latach 30. XX wieku w kwartale ulic T. Kościuszki, M. Skłodowskiej-Curie, H. Jordana, J. Rymera i PCK wzniesiono szereg nowoczesnych, funkcjonalistycznych domów mieszkalnych projektów m.in. Karola Schayera czy Filipa Brennera. Domy te budowano w wysokim standardzie, a architektura powstałych wówczas obiektów charakteryzuje się logicznie zakomponowaną bryłą i proporcjami, linearnością stosowanych podziałów, wielkimi okiennymi przeszkleniami, zastosowaniem ogrodów zimowych i motywów zaokrąglonych naroży (tzw. styl okrętowy).
W książce adresowej z 1935 roku przy współczesnej ulicy PCK zaznaczono trzy adresy: 2, 17 i 19. Właścicielem kamienicy pod nr. 2 była wówczas M. Russek, willi pod nr. 17 M. Maćków, a pod nr. 19 Kuria Biskupia.
W latach 1938–1939 na rogu ulic PCK, M. Skłodowskiej-Curie i H. Jordana wzniesiono największy wówczas budynek mieszkalny w Katowicach, wybudowany na zlecenie Zakładu Ubezpieczeń Społecznych w Królewskiej Hucie (Chorzowie). Latem 1939 roku był on już niemal gotowy, lecz pierwszymi lokatorami stali się okupujący Katowice Niemcy.
W czasie niemieckiej okupacji Polski w 1939 roku ulicy przywrócono nazwę Kirchstrasse, a prawdopodobnie w 1942 roku przemianowano ją na Strasse des RAD (Reichsarbeitsdiensts). W pierwszych dniach września 1939 roku w Katowicach rozpoczęła działalność Nationalsozialistische Volkswohlfahrt (NSV; z niem. Narodowosocjalistyczna Pomoc Społeczna), a na jej potrzeby na terenie Katowic i powiatu katowickiego przejęto budynek przy późniejszej ulicy PCK 8.
W 1945 roku ulicy przywrócono polską nazwę – ulica Kościelna. Od 1947 roku nosi ona nazwę ulica PCK – została nazwana imieniem Polskiego Czerwonego Krzyża. Na mapie topograficznej z 1958–1961 zaznaczona jest ulica PCK w swoim współczesnym przebiegu wraz z zabudową, jedynie działka przy ulicy PCK 1 pozostawała wówczas niezabudowana. Budynek na tej działce – Dom Zdrowia Budowlanych – został wzniesiony w latach 60. XX wieku według projektu Henryka Buszki i Aleksandra Franty. W 1987 roku na skrzyżowaniu ulic PCK, T. Kościuszki i Powstańców została zainstalowana sygnalizacja świetlna.
W 2011 roku w Katowicach został wytyczony Szlak Moderny, który objął także niektóre budynki przy ulicy PCK. W latach 2011–2012 ukończono modernizację budynku Domu Zdrowia Budowlanych przy ulicy PCK 1. Cały obszar ulicy PCK 23 marca 2012 roku został wpisany do rejestru zabytków nieruchomych jako część historycznego układu urbanistycznego tzw. południowej dzielnicy Śródmieścia Katowic.

## Obiekty zabytkowe i historyczne

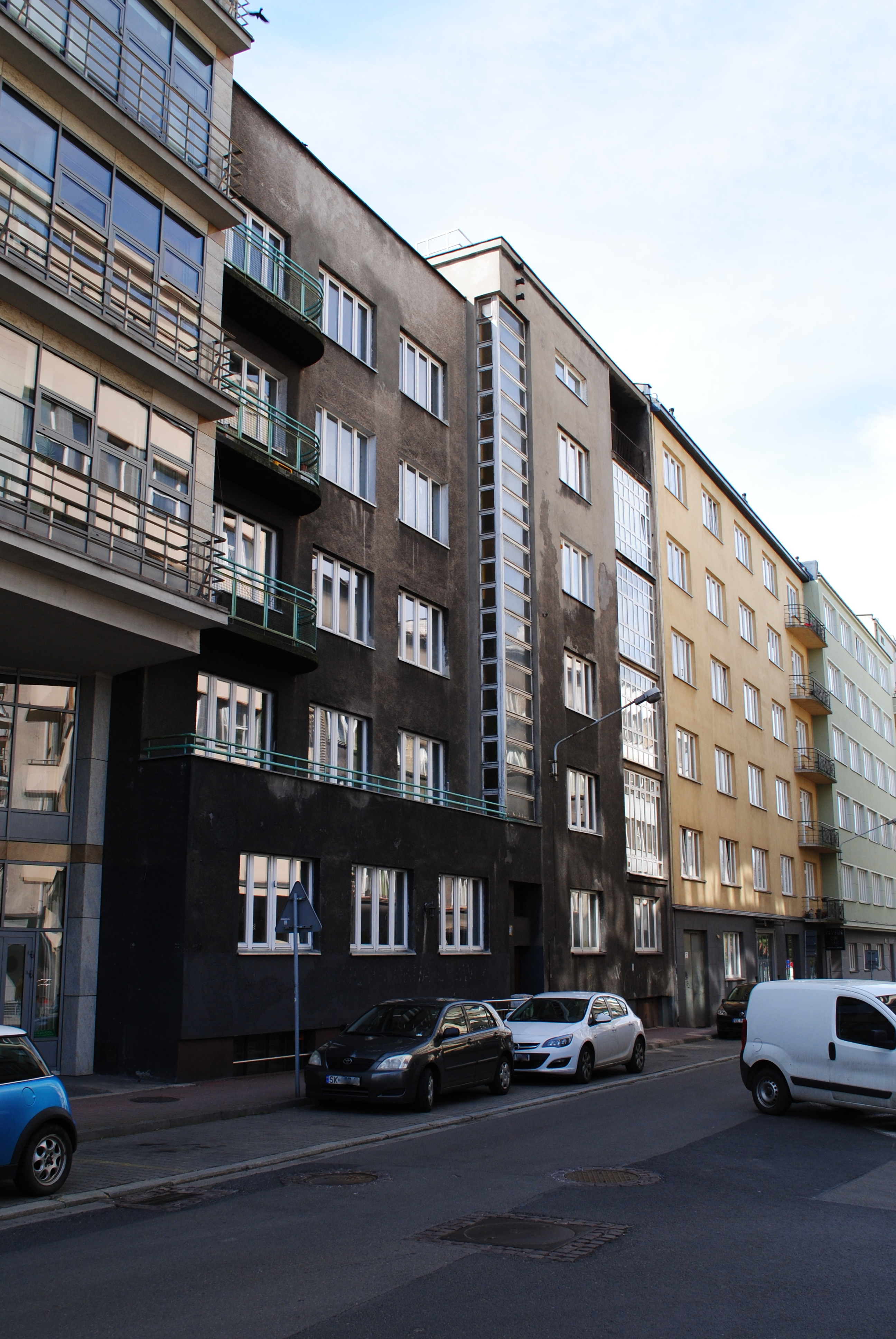
Kamienica (ul. PCK 3)

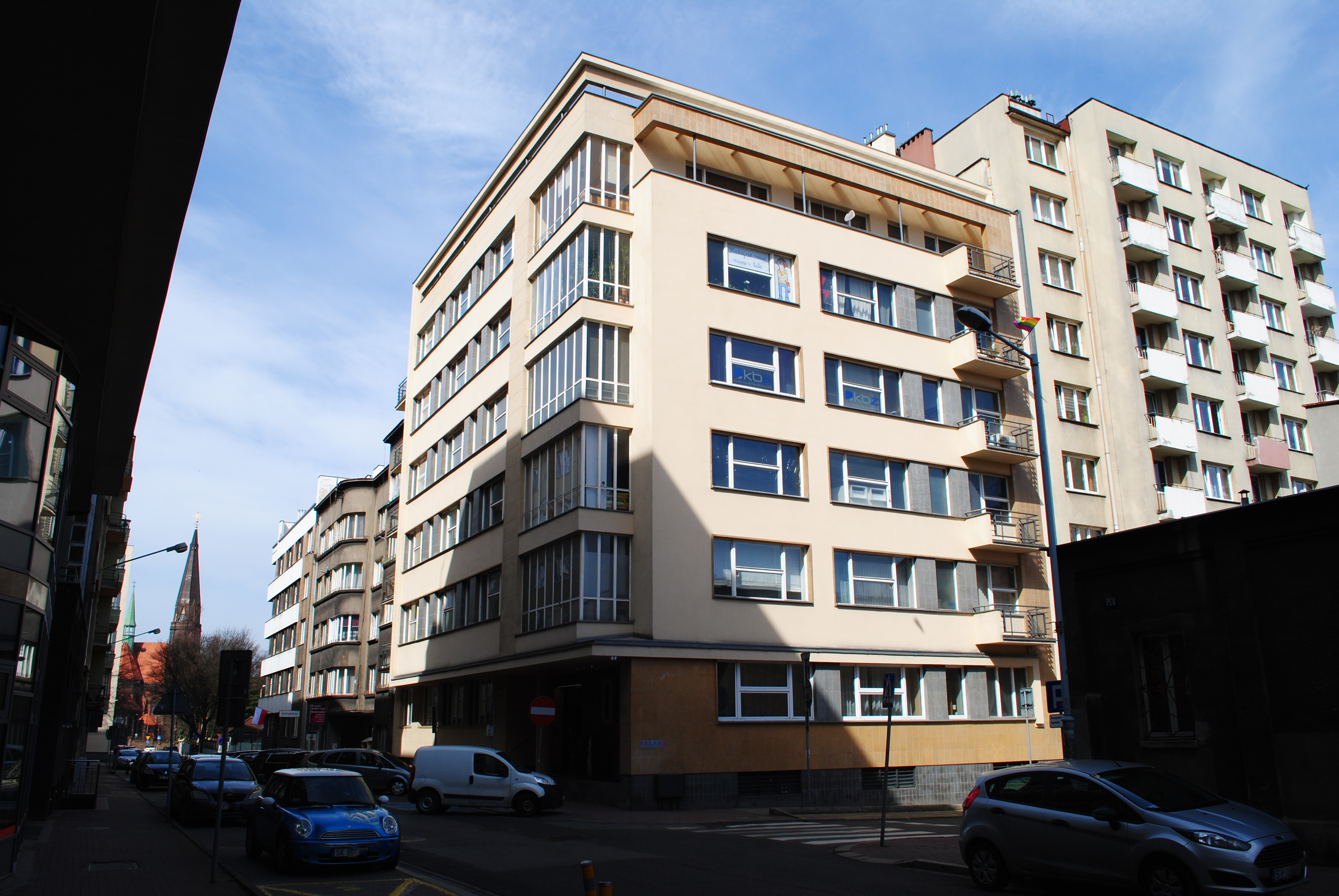
Dom W. Żytomirskiego (ul. PCK 6)

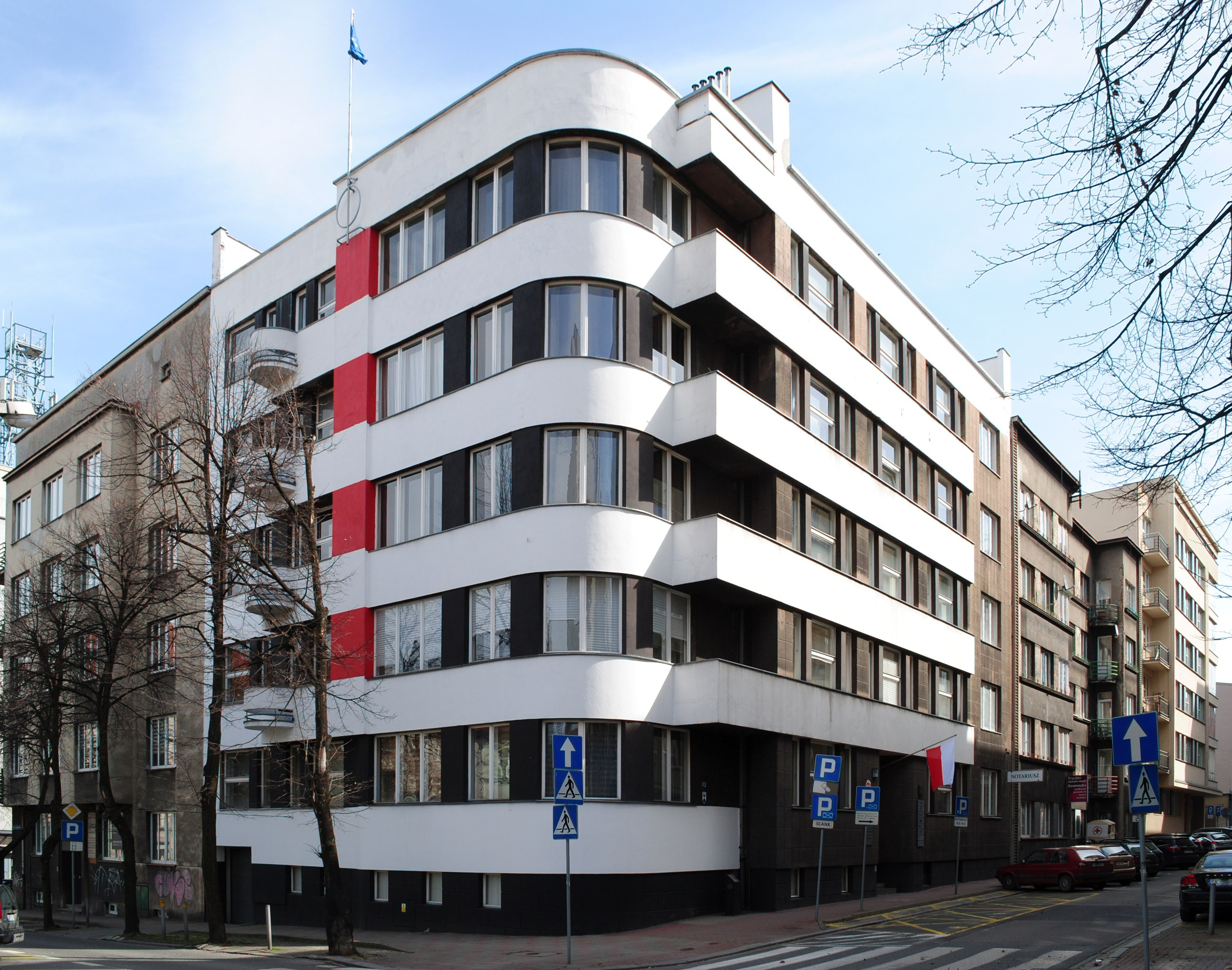
Dom Wędlikowskich (ul. PCK 10); za nim po prawej budynek Polskiego Czerwonego Krzyża (ul. PCK 8)

- Dom Zdrowia Budowlanych (ul. PCK 1) – z lat 60. XX wieku, w stylu funkcjonalizmu[30]; budynek charakteryzuje się przeszkloną elewacją ukrytą za wąskimi balkonami oraz ścianami obłożonymi pierwotnie mozaikową terakotą[27],
- Kamienica (ul. PCK 2)[31] – z około 1893 roku, w stylu historyzmu z elementami modernizmu; jest to obiekt murowany z cegły, czterokondygnacyjny z sutereną i strychem; budynek zwieńczony jest dachem kalenicowym; fasada jest pięcioosiowa, z rustykowanym cokołem; posiada m.in. profilowane opaski okienne i gzymsy odcinkowe[16],
- Kamienica (ul. PCK 3)[31] – z lat 30. XX wieku, w stylu funkcjonalizmu; jest to obiekt murowany z cegły i tynkowany, pięciokondygnacyjny, zwieńczony płaskim dachem; posiada ryzalit oraz przeszklone loggie[32],
- Kamienica (ul. PCK 5)[31] – z lat 30. XX wieku, w stylu funkcjonalizmu; jest to obiekt murowany z cegły i tynkowany, pięciokondygnacyjny, zwieńczony płaskim dachem; znaczącym detalem budynku są jego balkony[32],
- Kamienica – dom adwokata Wojciecha Żytomirskiego (ul. PCK 6) – z lat 1936–1937[31], w stylu funkcjonalizmu; jest to obiekt murowany z cegły i tynkowany, sześciokondygnacyjny[32]; został on zaprojektowany przez Karola Schayera; architektonicznie budynek charakteryzuje się podciętym parterem, nadwieszonym i dość płaskim ryzalitem oraz wieńczącą bryłę ażurową balustradą; balkony są obudowane wielkimi taflami szklanymi, tworząc ogrody zimowe[33],
- Kamienica – dom dr. Henryka Jessa (ul. PCK 7 / M. Skłodowskiej-Curie 36)[34] – ukończony przed 1938 rokiem[35], w stylu funkcjonalizmu; jest to obiekt murowany z cegły i żelbetu, pięciokondygnacyjny, zwieńczony stropodachem krytym papą[36]; elewacja kamienicy charakteryzuje się eksponowanymi ogrodami zimowymi na pięciu kondygnacjach w zaokrąglonym narożniku; ogrody te obiegają z obydwu stron ciągłe pasy balkonów o pełnych obudowach[35],
- Kamienica – budynek Polskiego Czerwonego Krzyża (ul. PCK 8) – z lat 30. XX wieku, w stylu funkcjonalizmu[31]; jest to obiekt murowany z cegły i tynkowany, pięciokondygnacyjny, zwieńczony płaskim dachem[32]; środkowa część fasady jest lekko cofnięta od pierzei ulicy[37]; charakterystycznym elementami budynku są jego balkony oraz zaokrąglony narożnik[32], a dodatkowo okna budynku są ułożone w pasy na gzymsach i na skrajach fasady znajdują się ryflowane pionowe pasy[37],
- Dom mieszkalny Zakładu Ubezpieczeń Społecznych (ul. PCK 9 / H. Jordana 6 / M. Skłodowskiej-Curie 27 i 29) – z lat 1938–1939 w stylu funkcjonalizmu[38]; charakteryzuje się ciężką i masywną architekturą, z mocnym rytmem wielkich brył; ich układ tworzy dziewięciokondygnacyjny korpus główny, od którego wysuwają się cztery pięciokondygnacyjne ryzality[24],
- Zabytkowa kamienica – dom Wędlikowskich (ul. PCK 10) – z lat 1937–1939[37][1] w stylu funkcjonalizmu; projektu Stanisława Graszki; jest to obiekt murowany z cegły i żelbetu, tynkowany i pięciokondygnacyjny; zwieńczony jest stropodachem krytym papą; południowa elewacja jest pięcioosiowa, z trójosiowym ryzalitem, do którego od zachodu przylegają balkony; zachodnia elewacja jest sześcioosiowa, z balkonami w północnej i środkowej części[39]; obie elewacje łączy zaokrąglony narożnik, a charakterystycznym elementem są pasy okienne – ułożone poziomo naprzemiennie jasne i ciemne pasy z elementami czerwieni[37]; nr rej. A/162/05 z 30 listopada 2005 roku[1],
- Willa bliźniacza z ogrodem (ul. PCK 17 / gen. J. Zajączka 1) – z 1925 roku, w stylu modernizmu[40]; jest to obiekt murowany z cegły i tynkowany, posiadający dwie kondygnacje z poddaszem; zwieńczony jest dachem dwuspadowym; znaczącymi detalami willi są m.in. szczyty, obramienia okien i ogrodzenie[41],
- Willa bliźniacza z ogrodem (ul. PCK 19 / gen. J. Zajączka 2) – z 1925 roku, w stylu modernizmu[40]; jest to obiekt murowany z cegły i tynkowany, posiadający dwie kondygnacje z poddaszem; zwieńczony jest dachem dwuspadowym; znaczącymi detalami willi są m.in. szczyty, gzymsy, obramienia okien i ogrodzenie[42].

## Gospodarka i instytucje
Pod koniec listopada 2023 roku w systemie REGON zarejestrowanych było ponad 115 aktywnych podmiotów gospodarczych z siedzibą przy ulicy PCK. Wśród nich były m.in.: Śląskie Stowarzyszenie Pomocy Dzieciom Specjalnej Troski i Osobom z Upośledzeniem Umysłowym „Szansa” (ul. PCK 2), Śląski Oddział Okręgowy Polskiego Czerwonego Krzyża (ul. PCK 8), Fundacja „Nadzieja Dla Każdego” (ul. PCK 2), Stowarzyszenie Prokulturamedia (ul. PCK 19), Stowarzyszenie Menedżerowie Kultury (ok. PCK 10), Stowarzyszenie Kultury Regionalnej Fabryka Silesia (ul. PCK 19), Śląska Fundacja Radiologii i Diagnostyki Obrazowej (ul. PCK 10), Oddział Eksploatacji Budynków nr 4 Komunalnego Zakładu Gospodarki Mieszkaniowej w Katowicach (ul. PCK 2), Stowarzyszenie Klub Futbolu Amerykańskiego Silesia Rebels (ul. PCK 29), Fundacja im. Jana Palucha (ul. PCK 10), Stowarzyszenie Projektantów Światła (ul. PCK 6), Stowarzyszenie Prawopedia (ul. PCK 6), kancelarie notarialne, prawne i adwokackie, przychodnia i inne placówki medyczne, zakłady fryzjerskie, związki zawodowe, biuro projektowe, wspólnota mieszkaniowa i inne.
Wierni rzymskokatoliccy mieszkający przy ulicy PCK przynależą do parafii Świętych Apostołów Piotra i Pawła.